# Frida Ånnevik

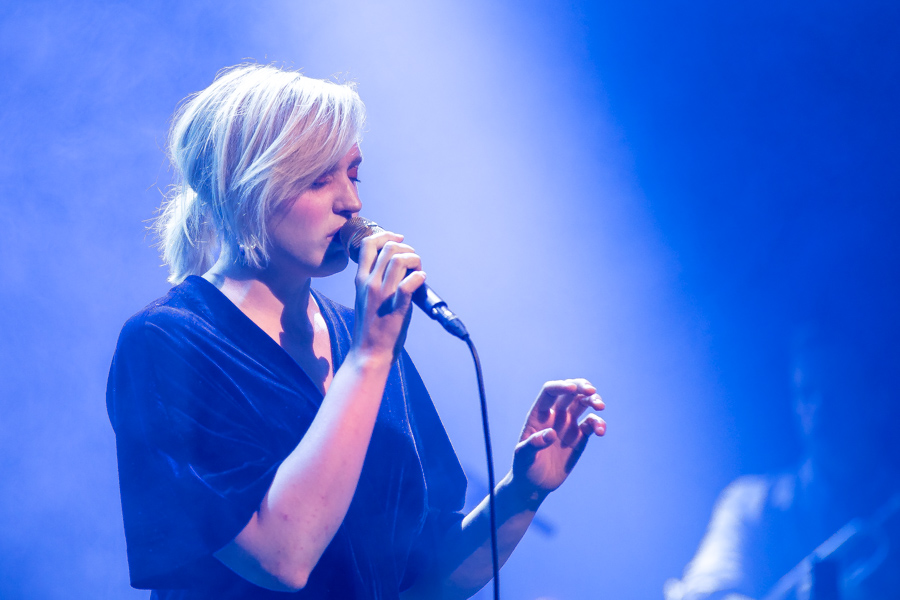
Frida Ånnevik, 2019

Frida Ånnevik (* 18. Juni 1984 in Hamar) ist eine norwegische Sängerin, Lyrikerin und Komponistin.

## Leben
Frida Ånnevik wuchs in einem musikalischen Haushalt in Ridabu bei Hamar in der Landschaft Hedmarken auf. Ihr Vater ist der Liedermacher (norwegisch visesanger) Tor Karseth, ihre Mutter Trude ist Journalistin. Durch ihre Eltern wurde sie früh mit Joni Mitchell sowie der norwegischen Liedermachertradition und ihren prominenten Vertretern Alf Prøysen und Vidar Sandbeck vertraut und zählt diese zu ihren größten Einflüssen. In der Grundschule spielte Ånnevik Klarinette im Schulorchester, später besuchte sie den musischen Gymnasialzweig der Oberschule in Stange. Anschließend studierte sie Gesang und Musikpädagogik am Musikkonservatorium der Universität Agder in Kristiansand und war zeitweilig als Musiklehrerin tätig.
Ånneviks Musik steht in der skandinavischen Visetradition und zeichnet sich durch einen besonderen Fokus auf die Texte ihrer Lieder aus. Meist schreibt sie diese in ihrem eigenen Hedmarksdialekt. Ihre Alben haben verschiedene Musikrichtungen wie Jazz, Soul, Volksmusik und Weisengesang als Grundlage. Im Jahr 2008 begann sie an ihrer Solokarriere zu arbeiten. Ihr Debütalbum Synlige hjerteslag veröffentlichte sie 2010, vom Radiosender NRK P1 wurde es zum besten norwegischsprachigen Album des Jahres gekürt. Im gleichen Jahr wurde sie beim Musikpreis Spellemannprisen unter anderem in der Newcomer-Kategorie nominiert. In den Jahren darauf konnte sie dort mehrfach Auszeichnungen unter anderem in den Kategorien für Songwriting sowie in der Kategorie „Viser“, also für Weisengesang, gewinnen. Ånneviks zweites Album Ville ord wurde im Jahr 2013 herausgegeben.
Im Jahr 2014 arbeitete sie gemeinsam mit dem norwegischen Jazztrio In The Country am Album Skogens sang. Die Texte dazu stammten zum Teil aus Gedichten von Hans Børli. Mit der Begründung, dass Ånnevik das Erbe des Sängers Alf Prøysen weiterführe, entschied eine Jury im Jahr 2015, ihr die Auszeichnung Prøysenprisen zu verleihen. Ihr viertes Album Her bor veröffentlichte sie 2016, 2017 folgte Flyge fra. Die beiden musikalisch ähnlichen Werke beschrieb sie auch als Geschwisteralben. Im Jahr 2018 war sie Teil der Fernsehsendung Århundrets stemme im TV 2, wo sie das Halbfinale erreichte. Im Sommer 2019 war sie eine der Teilnehmerin der TV-2-Produktion Hver gang vi møtes, der norwegischen Version der schwedischen Sendung Så mycket bättre. Im September 2019 veröffentlichte sie Andre sanger, ein Coveralbum, für das sie unter anderem englische Lieder ins Norwegische übersetzte.
Im Frühjahr 2020 sang sie gemeinsam mit dem Popsänger Chris Holsten das Lied Hvis verden ein, das in die norwegischen Singlecharts einstieg. Es handelte sich um ein Cover des Liedes If the World Was Ending von Julia Michaels und JP Saxe. Beim Spellemannpris 2020 gewann die Version von Holsten und Ånnevik in der Kategorie „Lied des Jahres“. Im Februar 2024 gab sie das Album VI heraus.

## Auszeichnungen
Spellemannprisen
- 2010: Nominierung in der Kategorie „Viser“ für Synlige hjerteslag
- 2010: Nominierung in der Kategorie „Newcomer des Jahres“
- 2013: Nominierung in der Kategorie „Viser“ für Ville Ord
- 2013: „Songwriter“ für Ville Ord
- 2014: Nominierung in der Kategorie „offene Klasse“ für Skogens sang
- 2016: „Viser“ für Her bor
- 2017: „Viser“ für Flyge fra
- 2019: Nominierung in der Kategorie „Songwriter des Jahres“ für Andre sanger
- 2019: „Viser“ für Andre sanger
- 2020: „Lied des Jahres“ für Hvis verden (mit Chris Holsten)
- 2024: Nominierung in der Kategorie „Viser“ für VI
- 2024: Nominierung in der Kategorie „TONOs Textautorenpreis“

weitere Preise
- 2010: Tekstforfatterfondets lyspunktpris – Auszeichnung der norwegischen Liedermachervereinigung
- 2011: Vidar Sandbecks Kulturpreis
- 2014: Neshornet, Kulturpreis der Zeitung Klassekampen
- 2015: Prøysenprisen
- 2015: Kulturpreis der Fylkeskommune Hedmark

## Diskografie

### Alben
| Jahr | Titel        | Höchstplatzierung, Gesamtwochen, AuszeichnungChartsChartplatzierungen (Jahr, Titel, Platzierungen, Wochen, Auszeichnungen, Anmerkungen) | Anmerkungen                              |
| Jahr | Titel        | NO | Anmerkungen                              |
| ---- | ------------ | --- | ---------------------------------------- |
| 2019 | Andre sanger | NO18 Gold · (1 Wo.)NO | Erstveröffentlichung: 13. September 2019 |

Weitere Alben
- 2010: Synlige hjerteslag
- 2013: Ville ord
- 2014: Skogens sang (mit In The Country)
- 2016: Her bor
- 2017: Flyge fra
- 2024: VI

### Singles
| Jahr | Titel Album                      | Höchstplatzierung, Gesamtwochen, AuszeichnungChartsChartplatzierungen (Jahr, Titel, Album, Platzierungen, Wochen, Auszeichnungen, Anmerkungen) | Anmerkungen                                            |
| Jahr | Titel Album                      | NO | Anmerkungen                                            |
| ---- | -------------------------------- | --- | ------------------------------------------------------ |
| 2020 | Hvis verden Noen ganger og andre | NO10 ×2Doppelplatin · (35 Wo.)NO | Erstveröffentlichung: 15. Mai 2020 feat. Chris Holsten |

Weitere Singles
- 2019: Det jeg vil ha (fra deg) (NO: Gold)